# 基里巴斯航空

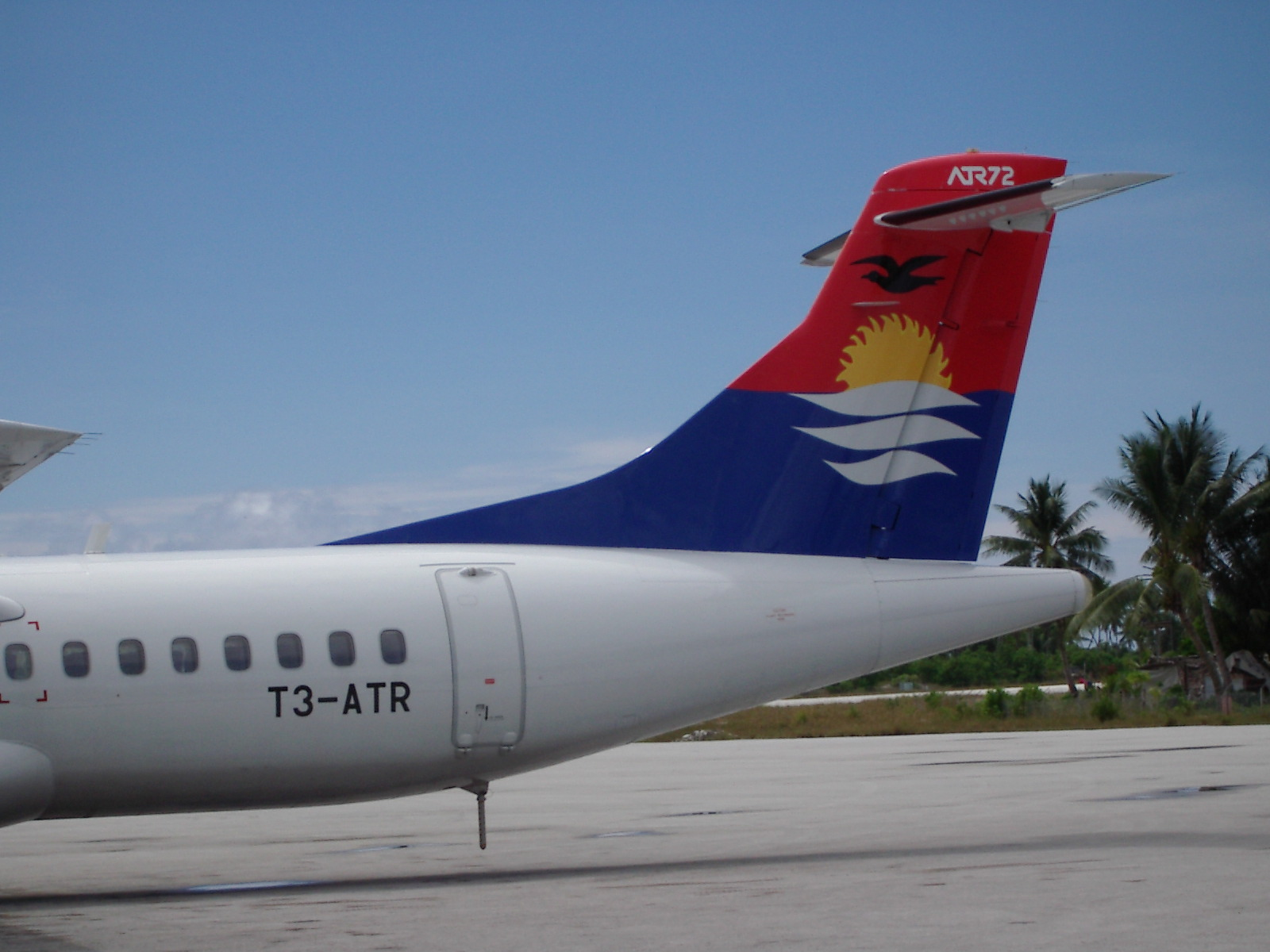
基里巴斯航空的ATR 72

基里巴斯航空有限公司（Air Kiribati）是一家位於基里巴斯的國家航空公司，於1995年4月1日成立，提供定期航班來往國內及斐濟，此外亦提供非定期航空和醫療救援服務，基地設在邦里基国际机场。在2008年前，基里巴斯航空是唯一一家提供基里巴斯國內航線的航空公司，至2009年1月新的航空公司珊瑚太陽航空成立。

## 機隊
至2010年1月，基里巴斯航空的機隊如下：
- 1架波音737-300　（奧爾航空擁有[2]）
- 1架CASA C-212 Aviocar
- 1架運-12

## 外部連結
- 官方網站 （页面存档备份，存于）